# إعلان إلى السبعة

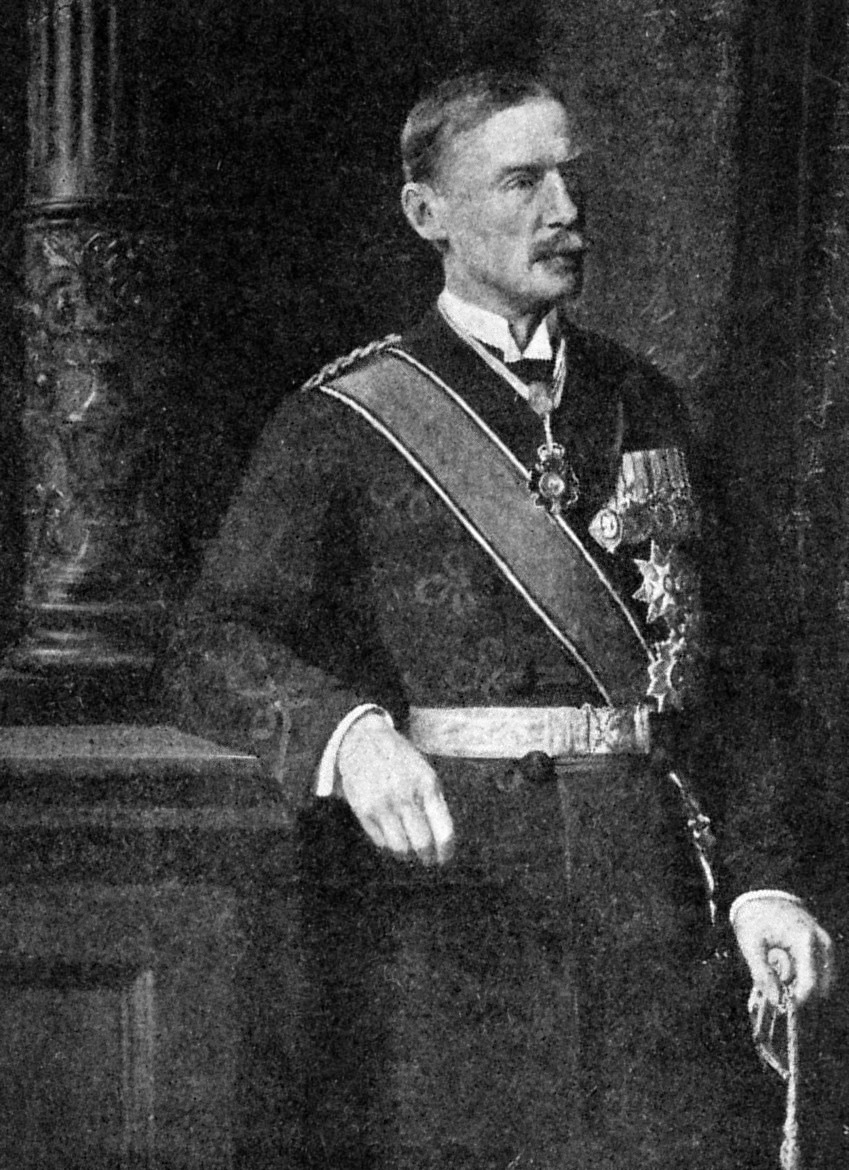
هنري مكماهون

إعلان السبعة كان وثيقة كتبها الدبلوماسي البريطاني السير هنري مكماهون وصدرت في 16 يونيو 1918 ردًا على مذكرة صدرت بشكل مجهول من قبل سبعة من الشخصيات السورية البارزة في القاهرة الذين كانوا أعضاء في حزب الوحدة السورية، الذي تأسس في أعقاب إعلان بلفور واتفاقية سايكس بيكو السرية في مايو 1916 بين بريطانيا وفرنسا، المنشورة في 23 نوفمبر 1917 من قبل البلاشفة. طلبت المذكرة "ضمانًا لاستقلال شبه الجزيرة العربية، نص الإعلان على السياسة البريطانية التي مفادها أن الحكومة المستقبلية لمناطق الإمبراطورية العثمانية التي احتلها حلفاء الحرب العالمية الأولى "يجب أن تستند إلى مبدأ موافقة المحكومين ".

## أهمية الإعلان
يعتبر إعلان السبعة مهمًا باعتباره أول إعلان بريطاني للعرب يعتد بمبدأ تقرير المصير الوطني، على الرغم من أن البريطانيين سعى وا إلى تأمين موقفهم من خلال تبني الويلسونية الخاصة بالرئيس الأمريكي وودرو ويلسون، إلا أن بريطانيا وفرنسا لم تكنا مستعدتين لتنفيذ وعودهما للعرب أو التنازل عن الوضع المكتسب نتيجة الانتصار على الدولة العثمانية.
لم تُنشر الوثيقة على نطاق واسع، فقد يفسر الإعلان أن الجنرال إدموند ألنبي - الذي أمر بوقف التقدم بعد هزيمة القوات التركية خارج دمشق وسمح القوات العربية بالاستيلاء على المدينة في سبتمبر 1918 بعد معركة مجدو - يتصرف بناءً على تعليمات من لندن، مما يعزز المطالبة العربية باستقلال سوريا، بينما يقوض في الوقت نفسه المطالبات الفرنسية بالإقليم بموجب شروط اتفاقية سايكس بيكو.

## السبعة
- رفيق العظم
- الشيخ كمال القصاب
- مختار الصلح
- عبد الرحمن الشهبندر
- خالد الحكيم
- فوزي البكري
- حسن حمادة